# 斯穆特
斯穆特（英語：/ˈsmuːt/）是一个非标准的长度单位，为麻省理工学院学生的恶作剧。它因为奥利弗·R·斯穆特在Lambda Chi Alpha兄弟会中的恶作剧而得名。1958年10月，单位“斯穆特”被奥利弗·斯穆特与合伙的兄弟用于测量哈佛大桥（位于马萨诸塞州波士顿和剑桥之间）。

## 单位描述

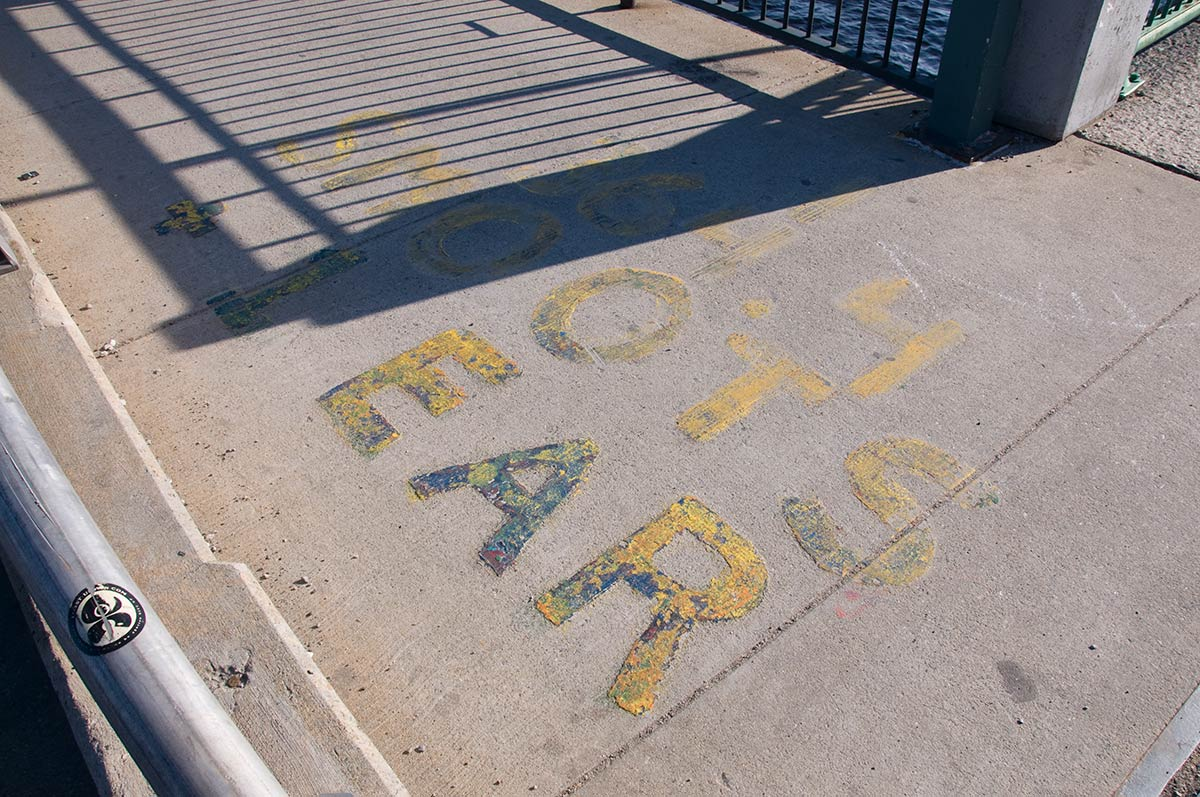
在一张2009年的照片中显示，题字为“364.4 SMOOTS + 1 EAR”

一斯穆特等于奥利弗·斯穆特的身高（五英尺又7英寸，约1.70米）。哈佛大桥的长度测得为364.4斯穆特（620.1米）正負一个耳朵，耳朵的拼法為εar，其中的e改為ε是為了強調測量不確定度。事隔多年，許多引用皆無正確地標示正負號，或是採用耳朵的特殊拼法，甚至在該地點的標記也是如此。但在橋端的五十週年記念銘牌有確實記載正負號。

## 历史
为了实现创立一个新的测量单位的目标，奥利弗·斯穆特反复在桥上躺下，让他的同伴们用粉笔或油漆记录他的新位置，然后再起身。在他累了之後由他的联谊会兄弟继续进行。
奥利弗·斯穆特1962年从麻省理工学院毕业，成为一名律师，后来成为美国国家标准学会（ANSI）主席和国际标准化组织（ISO）的总裁。他是诺贝尔物理学奖得主乔治·斯穆特的遠親。
2011年，“斯穆特”作为10,000个新词之一添加到第五版的美国传统词典。

## 实际使用

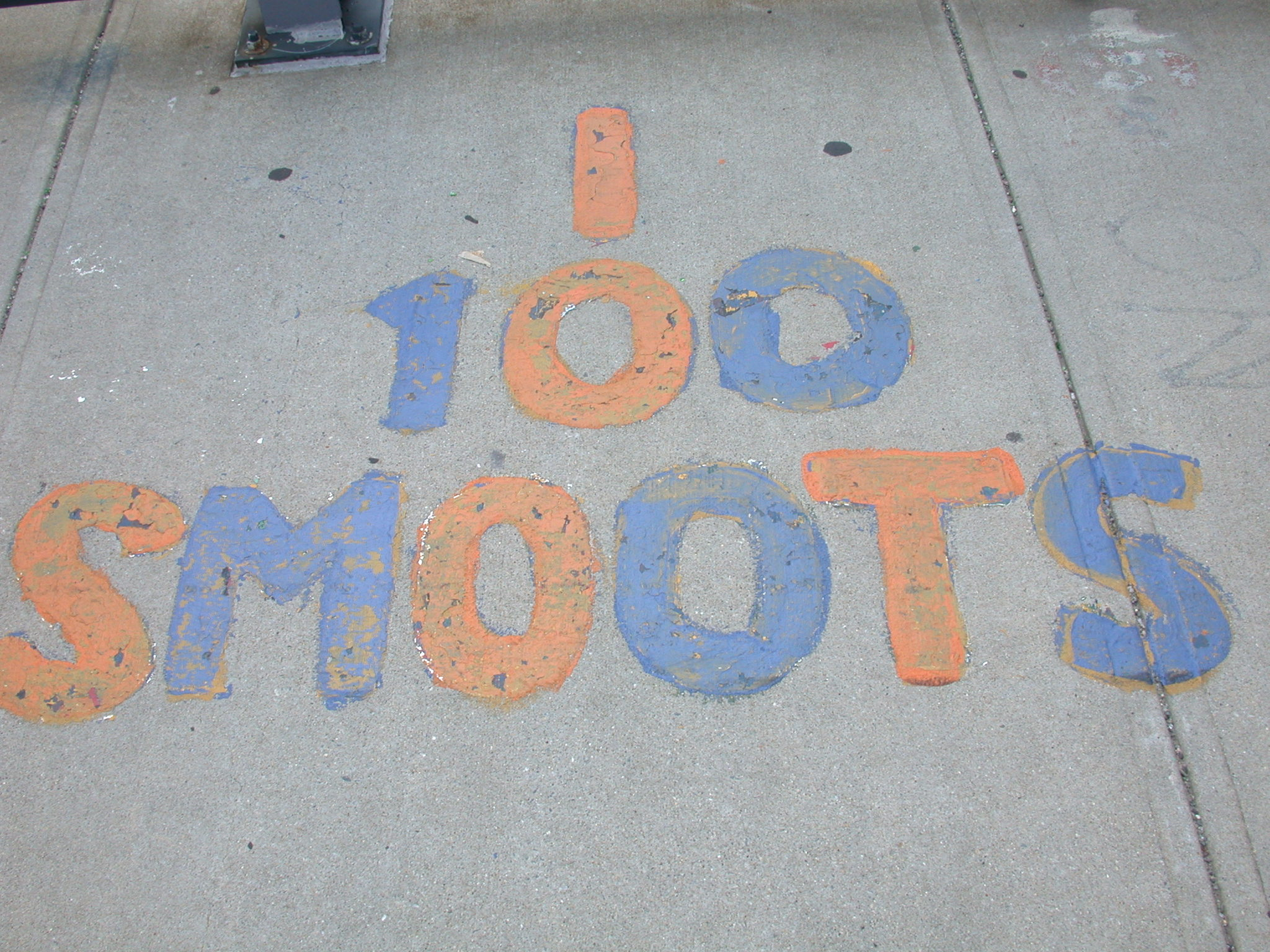
100 斯穆特标记

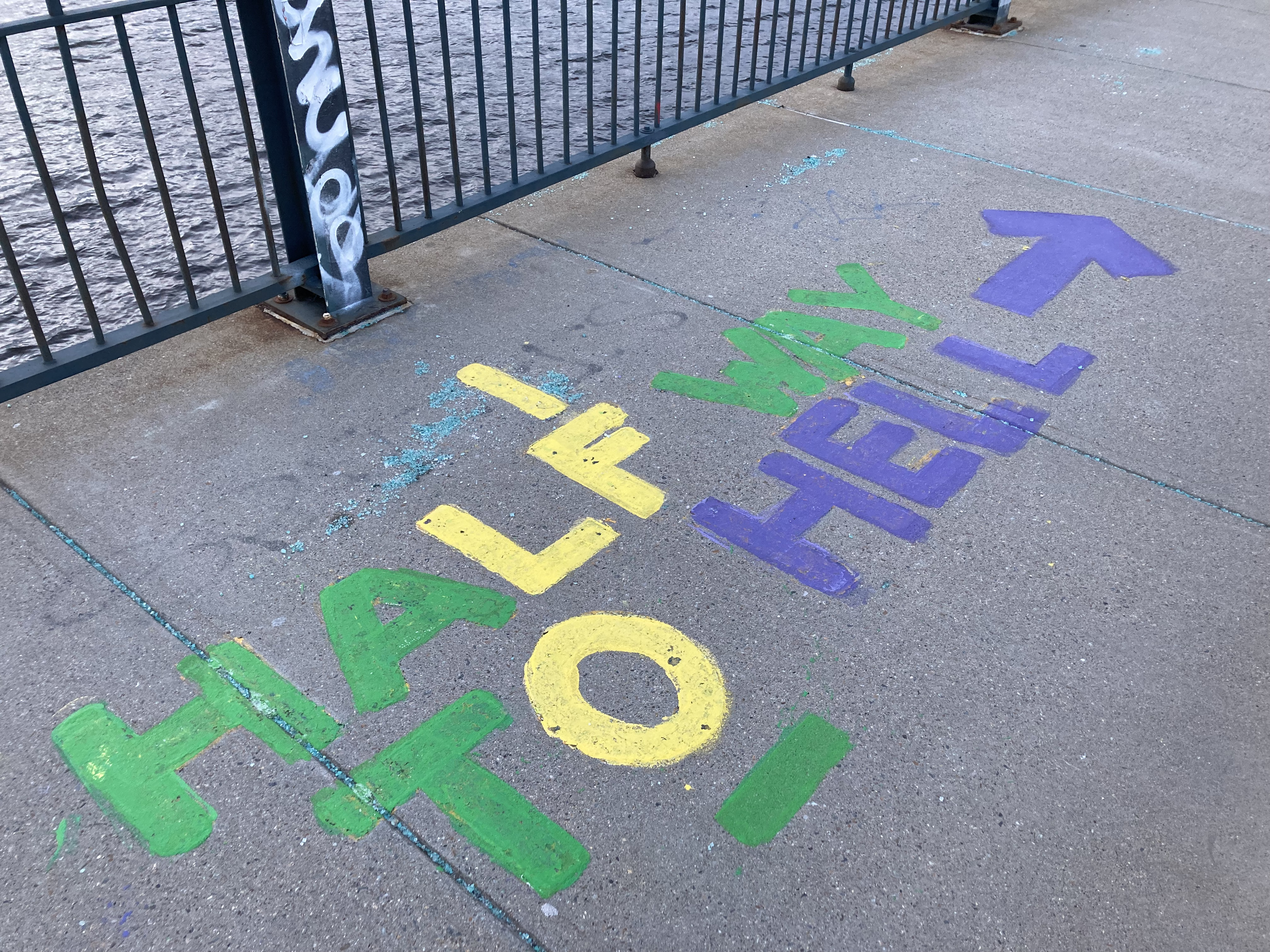
“通往地獄的半途”（Half way to hell）标志

步行过桥的人可以看到标记，表示从人行道到波士顿的河岸有多少斯穆特。标记会每学期由Lambda Chi Alpha重新粉刷。
标记通常每10斯穆特出现，但附加标记会出现在其他数字之间。例如，70斯穆特的標记旁有額外的69斯穆特標記；182.2斯穆特标志的伴随着“通往地獄的半途”和指向麻省理工学院的箭头。每个班级也在毕业的年份时加上一个标记。
标记已成为大众所接受。桥在20世纪80年代整修期间，马萨诸塞州剑桥警察部门要求保持标记，因为标记可以确定桥上事故发生的位置。翻新者做得更好，因为人行道的混凝土表面上的桥梁间隔为5英尺7英寸，而不是传统的六英尺。
Google计算器也采用斯穆特，其估计是67英寸（1.7018米）。斯穆特成為一个可在Google地球软件和Google地图上選擇的测距工具。